# Castellare-di-Casinca
Castellare-di-Casinca é uma comuna francesa na região administrativa de Córsega, no departamento da Alta Córsega. Estende-se por uma área de 8,88 km². 